# United Soccer Leagues Professional Division 2013
Nel 2013, alla terza edizione dalla sua creazione, la United Soccer Leagues Professional Division si svolse con tredici partecipanti, grazie alle due nuove iscritte Phoenix FC e VSI Tampa Bay. In questa stagione è entrato in vigore un accordo con la Major League Soccer, in base al quale le squadre della massima serie possono affiliarsi a un club della USL Pro con cui scambiare i propri giocatori per farli giocare con costanza, oppure iscrivere direttamente la propria squadra riserve al campionato. Per il 2013 quattro squadre MLS hanno scelto di operare tale affiliazione.

## Formula
Il campionato si svolge con un calendario sbilanciato: ogni squadra disputa 26 incontri di stagione regolare, 13 in casa e 13 in trasferta, incontrando almeno due volte ciascun avversario. Le prime otto al termine della stagione regolare partecipano ai play-off, questi ultimi si compongono di quarti, semifinali e finali ad eliminazione diretta in partita unica.
Alla squadra con più punti al termine della stagione regolare viene assegnata la Commissioner's Cup.

## Squadre partecipanti
| Club                   | Città        | Stato             | Stadio                     | Capacità | Affiliazione MLS   |
| ---------------------- | ------------ | ----------------- | -------------------------- | -------- | ------------------ |
| Antigua Barracuda      | Saint John's | Antigua e Barbuda | Stanford Cricket Ground    | 5.000    |                    |
| Charleston Battery     | Charleston   | Carolina del Sud  | Blackbaud Stadium          | 5.100    |                    |
| Charlotte Eagles       | Charlotte    | Carolina del Nord | Restart Field              | 2.000    |                    |
| Dayton Dutch Lions     | Dayton       | Ohio              | Dayton Out. Center Stadium | 3.000    |                    |
| Harrisburg City I.     | Harrisburg   | Pennsylvania      | Skyline Sports Complex     | 4.000    | Philadelphia Union |
| Los Angeles Blues      | Irvine       | California        | Anteater Stadium           | 2.500    |                    |
| Orlando City           | Orlando      | Florida           | Citrus Bowl                | 65.438   | Sporting K.C.      |
| Phoenix FC             | Phoenix      | Arizona           | Sun Devil Soccer Stadium   | 3.400    |                    |
| Pittsburgh Riverhounds | Pittsburgh   | Pennsylvania      | Highmark Stadium           | 3.500    |                    |
| Richmond Kickers       | Richmond     | Virginia          | City Stadium               | 22.000   | D.C. United        |
| Rochester Rhinos       | Rochester    | New York          | Sahlen's Stadium           | 13.768   | N.E. Revolution    |
| VSI Tampa Bay          | Tampa        | Florida           | Plant City Stadium         | 6.700    |                    |
| Wilmington Hammerheads | Wilmington   | Carolina del Nord | Legion Stadium             | 6.000    |                    |

## Classifica regular season
|  | Pos. | Squadra                | Pt | G  | V  | N  | P  | GF | GS | DR  |
|  | ---- | ---------------------- | -- | -- | -- | -- | -- | -- | -- | --- |
|  | 1.   | Richmond Kickers       | 55 | 26 | 15 | 10 | 1  | 51 | 24 | +27 |
|  | 2.   | Orlando City           | 54 | 26 | 16 | 6  | 4  | 54 | 26 | +28 |
|  | 3.   | Charleston Battery     | 45 | 26 | 13 | 6  | 7  | 48 | 29 | +19 |
|  | 4.   | Harrisburg City I.     | 44 | 26 | 14 | 2  | 10 | 55 | 39 | +16 |
|  | 5.   | Charlotte Eagles       | 41 | 26 | 10 | 11 | 5  | 44 | 39 | +5  |
|  | 6.   | Los Angeles Blues      | 40 | 26 | 11 | 7  | 8  | 52 | 37 | +15 |
|  | 7.   | Pittsburgh Riverhounds | 38 | 26 | 10 | 8  | 8  | 36 | 33 | +3  |
|  | 8.   | Dayton Dutch Lions     | 37 | 26 | 10 | 7  | 9  | 43 | 46 | -3  |
|  | 9.   | Wilmington Hammerheads | 36 | 26 | 11 | 4  | 11 | 35 | 39 | -4  |
|  | 10.  | VSI Tampa Bay          | 32 | 26 | 9  | 5  | 12 | 41 | 39 | +2  |
|  | 11.  | Rochester Rhinos       | 28 | 26 | 6  | 10 | 10 | 25 | 39 | -14 |
|  | 12.  | Phoenix FC             | 22 | 26 | 5  | 7  | 14 | 28 | 41 | -13 |
|  | 13.  | Antigua Barracuda      | 0  | 26 | 0  | 0  | 26 | 10 | 91 | -81 |

## Play-off
|  | Quarti di finale       | Quarti di finale       | Quarti di finale   |                    |                  | Semifinali       | Semifinali | Semifinali |  |  | Finale | Finale | Finale |  |
|  |                        |                        |                    |                    |                  |                  |            |            |  |  |        |        |        |  |
|  | Richmond Kickers       | Richmond Kickers       | 1                  |                    |                  |                  |            |            |  |  |        |        |        |  |
|  | Richmond Kickers       | Richmond Kickers       | 1                  |                    |                  |                  |            |            |  |  |        |        |        |  |
|  | Dayton Dutch Lions     | Dayton Dutch Lions     | 0                  |                    |                  |                  |            |            |  |  |        |        |        |  |
|  | Dayton Dutch Lions     | Dayton Dutch Lions     | 0                  |                    | Richmond Kickers | Richmond Kickers | 1          |            |  |  |        |        |        |  |
|  |                        |                        |                    |                    | Richmond Kickers | Richmond Kickers | 1          |            |  |  |        |        |        |  |
|  |                        |                        | Charlotte Eagles   | Charlotte Eagles   | 2                |                  |            |            |  |  |        |        |        |  |
|  | Harrisburg City I.     | Harrisburg City I.     | Charlotte Eagles   | Charlotte Eagles   | 2                | 1                |            |            |  |  |        |        |        |  |
|  | Harrisburg City I.     | Harrisburg City I.     |                    |                    |                  |                  |            |            |  |  |        |        |        |  |
|  | Charlotte Eagles       | Charlotte Eagles       | 3                  |                    |                  |                  |            |            |  |  |        |        |        |  |
|  | Charlotte Eagles       | Charlotte Eagles       | 3                  |                    | Charlotte Eagles | Charlotte Eagles | 4          |            |  |  |        |        |        |  |
|  |                        |                        |                    |                    |                  |                  |            |            |  |  |        |        |        |  |
|  |                        |                        | Orlando City       | Orlando City       | 7                |                  |            |            |  |  |        |        |        |  |
|  | Orlando City           | Orlando City           | Orlando City       | Orlando City       | 7                | 5                |            |            |  |  |        |        |        |  |
|  | Orlando City           | Orlando City           |                    |                    |                  |                  |            |            |  |  |        |        |        |  |
|  | Pittsburgh Riverhounds | Pittsburgh Riverhounds | 0                  |                    |                  |                  |            |            |  |  |        |        |        |  |
|  | Pittsburgh Riverhounds | Pittsburgh Riverhounds | 0                  |                    | Orlando City     | Orlando City     | 3          |            |  |  |        |        |        |  |
|  |                        |                        |                    |                    | Orlando City     | Orlando City     | 3          |            |  |  |        |        |        |  |
|  |                        |                        | Charleston Battery | Charleston Battery | 2                |                  |            |            |  |  |        |        |        |  |
|  | Charleston Battery     | Charleston Battery     | Charleston Battery | Charleston Battery | 2                | 2                |            |            |  |  |        |        |        |  |
|  | Charleston Battery     | Charleston Battery     |                    |                    |                  |                  |            |            |  |  |        |        |        |  |
|  | Los Angeles Blues      | Los Angeles Blues      | 1                  |                    |                  |                  |            |            |  |  |        |        |        |  |

## Verdetti
- Orlando City Campione USL Pro 2013 (secondo titolo)
- Richmond Kickers Vincitore Commissioner's Cup 2013